# كارل باترسون شميت
كارل باترسون شميت (بالإنجليزية: Karl Patterson Schmidt)‏ (1890 - 1957) هو عالم حيواني، وعالم زواحف من الولايات المتحدة الأمريكية. ولد في ليك فورست. وكان عضواً في الأكاديمية الوطنية للعلوم، والأكاديمية الأمريكية للفنون والعلوم. توفي في شيكاغو، عن عمر يناهز 67 عاماً.

## التعليم
تعلم في جامعة كورنيل

## جوائز
حصل على جوائز منها:
- زمالة غوغنهايم.

## روابط خارجية
- كارل باترسون شميت على موقع الموسوعة البريطانية (الإنجليزية)